# Зеленин, Иван Константинович
Ива́н Константи́нович Зеле́нин (2 (15) января 1909, д. Бызиново, Сарапульский уезд, Вятская губерния, Российская империя — 9 июня 1993, Ижевск, Удмуртская Республика, Российская Федерация) — советский педагог, Заслуженный учитель школы РСФСР, Герой Социалистического Труда (1968).

## Биография
Родился 2 (15) января 1909 года в деревне Бызиново, Сарапульский уезд, Вятская губерния (ныне — Шарканский район Удмуртской Республики), Российская империя. По национальности — удмурт.
После завершения учёбы в средней школы поступил в педагогический техникум, окончив который преподавал в начальной школе деревни Кыква Якшур-Бодьинского района.
В 1938 году окончил биологический факультет Пермского государственного университета и был направлен на работу в школе деревни Сосновка.
Во время Великой Отечественной войны в 1942 году был мобилизован в ряда Красной армии. На фронте воевал командиром миномётного взвода. Войну закончил в Венгрии.
После демобилизации вернулся в Сосновку. В этой деревне прошла вся его дальнейшая трудовая жизнь. За многие годы упорного труда создал в усадьбе Сосновской средней школы богатейшие цветники, питомники декоративных растений, плодовый сад, опытные делянки. В своеобразном дендрарии были собраны все древесные породы Удмуртии. Садовый участок в 1950 году был признан лучшим в республике.
Также занимался сортоиспытанием кормовых культур — борщевика, гречихи Вейриха, катрана сердцелистного, донника белого и других.
За большие заслуги в деле обучения учащихся 1 июля 1968 года Указом Президиума Верховного Совета СССР Ивану Константиновичу Зеленину присвоено звание Героя Социалистического труда с вручением ордена Ленина и золотой медали «Серп и Молот». Также был удостоен почётного звания «Заслуженный учитель школы РСФСР». Награждён двумя орденами Ленина (30.09.1966, 1.07.1968), орденами Отечественной войны II степени (11.03.1985), Красной Звезды (1944) и медалями «За отвагу», «За победу над Германией в Великой Отечественной войне 1941—1945 гг.».
Выйдя на заслуженный отдых жил в Ижевске. Скончался 9 июня 1993 года.

## Награды и звания
- Герой Социалистического Труда (1968)
- Орден Ленина (дважды, 1966, 1968)
- Орден Отечественной войны II степени
- Орден Красной Звезды
- Медаль «За отвагу»
- Медаль «За победу над Германией в Великой Отечественной войне 1941—1945 гг.»[3]
- Заслуженный учитель школы РСФСР